# Staatsschuldenquote in Litauen
Die Staatsschuldenquote Litauens gibt das Verhältnis zwischen den litauischen Staatsschulden einerseits und dem litauischen nominalem Bruttoinlandsprodukt andererseits an.

## Entwicklung in den letzten Jahren
Die Staatsschuldenquote Litauens stieg aufgrund der Finanzkrise zwischen 2008 und 2013 an. Entsprach die Staatsverschuldung von 5,2 Mrd. Euro Ende 2008 einer Staatsschuldenquote von 15,5 %, so erreichte die Staatsschuldenquote Ende 2013 angesichts eines Schuldenstandes von dann inzwischen 14,1 Mrd. Euro einen Wert von 39,3 %. (Die Schuldenstände in der Quelle sind noch in Litas, da Litauen erst zum 1. Januar 2015 dem Euro beitrat.)

## Prognostizierte Entwicklung
Der Internationale Währungsfonds geht davon aus, dass die Staatsschuldenquote Litauens bis Ende 2019 bei einem Schuldenstand von dann 18,4 Mrd. Euro auf 36,2 % zurückgeht. Damit würde Litauen das Maastricht-Kriterium von höchstens 60 % weiterhin erreichen.